# 錢廉
錢廉（？—？），清朝官員，本籍直隸。吏員出身。

## 生平
錢廉於1766年（乾隆31年）接替孫玉書，於台灣台北地區擔任八里坌巡檢一職，是大台北地區的地方父母官。翌年，因應人口遷徙榮枯，台灣府裁八里坌巡檢另於台北新莊地區設新莊巡檢，錢廉亦為改制後的首任巡檢。